# Citrus undulata
Citrus undulata, comúnmente conocida como falsa naranja, es un árbol perteneciente al género Citrus, dentro de la familia de las rutáceas. Es endémica de Nueva Caledonia.

## Descripción
La falsa naranja es un árbol silvestre que puede llegar a los 5-6 m de altura. Sus hojas de unos 9 cm de longitud y 4 cm de ancho presentan los bordes ondulados, con nerviaciones muy finas. Presentan un peciolo corto, no alado, de 0,5 a 1 cm de longitud.
El fruto es ovalado y pequeño, de unos 2-2,5 cm, muy similar al fruto del Citrus neocaledonica.

## Distribución y hábitat
Es endémica de Nueva Caledonia y crece principalmente en el bioma tropical húmedo, concretamente en los bosques de la cuenca alta del Dothio.

## Taxonomía
Citrus undulata fue descrito por el botánico francés André Guillaumin y publicada por primera vez en la revista ilustrada Bulletin de la Société Botanique de France 85: 304 en 1938.

Etimología
- Citrus: nombre genérico que proviene del latín citrus, que se refiere a los árboles y arbustos que producen frutas cítricas, como limones, naranjas y limas. El término citrus tiene sus raíces en el griego antiguo κίτρον (kítron), que significa 'cítricos' o 'fruto de cítricos'.
- undulata: epíteto específico que proviene del latín undulatus, que significa 'ondulado' o 'con ondas', haciendo referencia a los bordes ondulados de las hojas de esta especie.[3]

## Estado de conservación
En la Lista Roja de Especies Amenazadas de la UICN, la especie está clasificada como “Peligro Crítico (CR)”, debido a su escasa presencia y a su área de distribución tan reducida.